# 10678 Alilagoa
10678 Alilagoa eller 1979 MG6 är en asteroid i huvudbältet som upptäcktes den 25 juni 1979 av de båda amerikanska astronomerna Eleanor F. Helin och Schelte J. Bus vid Siding Spring-observatoriet. Den är uppkallad efter den spanske astronomen Victor Alí-Lagoa.
Asteroiden har en diameter på ungefär 2 kilometer.